# Talahua fervida
Talahua fervida är en tvåvingeart som först beskrevs av Fluke 1945.  Talahua fervida ingår i släktet Talahua och familjen blomflugor. Inga underarter finns listade i Catalogue of Life.